# Andreas Bachmann (Schachspieler)
Andreas Bachmann (* 6. September 1955) ist ein deutscher Großmeister im Fernschach.

## Fernschach
Beim 1. Deutschen Fernschach-Pokal für Vereinsmannschaften 1988–94 des Deutschen Fernschachbundes (BdF) war Bachmann an Brett zwei Mitglied des siegreichen SC Kreuzberg. Der nächste Erfolg gelang ihm mit seiner Mannschaft, als er 1999 Deutscher Fernschach-Mannschaftsmeister wurde. Beim ICCF-Kongress in Rimini im September 2001 wurde ihm der Titel Internationaler Großmeister des Fernschachs verliehen. Der BdF verlieh ihm die Goldene Ehrennadel. In der ICCF-Liste vom Januar 2017 hat er eine Elo-Zahl von 2630, er wird jedoch als inaktiv geführt, da seine letzten Elo-gewerteten Fernschachspartien im Jahre 2001 stattfanden. Seine höchste Fernschach-Elo-Zahl war 2640 im ersten Halbjahr des Jahres 2000.

## Nahschach
Im Nahschach trägt Bachmann den Titel FIDE-Meister, seine bisher höchste Elo-Zahl hier war 2310 im Juli 1992. Für den SC Kreuzberg, bei dem er seit 1978 Mitglied ist, spielt er in der 2. Liga Nord und der Oberliga, in der Saison 1985/86 kam er auch in der 1. Bundesliga zum Einsatz. 1981 und 1983 wurde er mit der TU Berlin Berliner Hochschulmeister. Für die SG TaxiTeam/Wiheil, der Betriebssportmannschaft der Wittenauer Heilstätten, spielt er in Meisterschafts- und Pokalturnieren.

## Veröffentlichungen
- Jürgen Federau, Andreas Bachmann, Rainer Seidel: Dame gegen zwei Türme im Mittelspiel und Endspiel. Verlag für Schachtheorie, Berlin 1993. ISBN 3-9801442-9-1.